# Municipio de Mill Creek (condado de Madison)
El municipio de Mill Creek (en inglés: Mill Creek Township) es un municipio ubicado en el condado de Madison en el estado estadounidense de Arkansas. En el año 2010 tenía una población de 610 habitantes y una densidad poblacional de 3,64 personas por km².

## Geografía
El municipio de Mill Creek se encuentra ubicado en las coordenadas 35°50′45″N 93°49′35″O / 35.84583, -93.82639. Según la Oficina del Censo de los Estados Unidos, el municipio tiene una superficie total de 167.6 km², de la cual 167,29 km² corresponden a tierra firme y (0,19 %) 0,31 km² es agua.

## Demografía
Según el censo de 2010, había 610 personas residiendo en el municipio de Mill Creek. La densidad de población era de 3,64 hab./km². De los 610 habitantes, el municipio de Mill Creek estaba compuesto por el 96,72 % blancos, el 0,16 % eran afroamericanos, el 0,98 % eran amerindios, el 0,66 % eran asiáticos y el 1,48 % eran de una mezcla de razas. Del total de la población el 0,66 % eran hispanos o latinos de cualquier raza.